# Diostrombus elaeidis
Diostrombus elaeidis är en insektsart som först beskrevs av Frederick Arthur Godfrey Muir 1928.  Diostrombus elaeidis ingår i släktet Diostrombus och familjen Derbidae. Inga underarter finns listade i Catalogue of Life.